# مونكي دي لوفي
مونكي دي. لوفي (باليابانية: モンキー・D・ルフィ) ‏ (بالإنجليزية: Monkey D. Luffy) يلقب بـ قبعة القش، هو شخصية خيالية والبطل الرئيسي في سلسلة ون بيس التي أنشأها إييتشيرو أودا. يعد من أبرز شخصيات الأنمي والمانغا، وينتمي إلى القراصنة الذين تناولوا فاكهة الشيطان، حيث أكل فاكهة "هيتو هيتو نو مي، موديل -نيكا-" التي تمنحه جسدًا مطاطيًا، إلا أنها تحرمه من السباحة. فصيلة دمه هي "F"، وهي فصيلة نادرة للغاية في عالم ون بيس و هو من بلدة فوشا كما ان اسم عش*يرته هي عش*يرة ال D و اسم عائ*لته هي Monkey 
يعني هو اسمه Monkey D., Luffy 
اب*وه Monkey D., Dragon
و ج*ده Monkey D., Garph

## النشأة والهدف
نشأ لوفي في بلدة فوشا، وبدأ رحلته البحرية في سن السابعة عشرة. يتميز بشخصيته المرحة والمغامِرة، وهو قائد قراصنة قبعة القش، الذين انطلقوا للبحث عن كنز "ون بيس"، لتحقيق حلم لوفي بأن يصبح ملك القراصنة في عصر القراصنة العظيم.

## المكافآت
- 30,000,000 بيلي: بعد هزيمة باغي، دون كريج، وأورلنغ.
- 100,000,000: بعد هزيمة كروكودايل.
- 300,000,000: بعد أحداث إنيس لوبي وهزيمة CP9.
- 400,000,000: بعد العودة من التدريب الذي أجراه مع سيلفر رايلي في جزيرة روسكاينا.
- 500,000,000: بعد هزيمة دوفلامينغو.
- 1,500,000,000: بعد مواجهة كاتاكوري في عالم المرايا والخروج من إقليم البيغ مام.
- 3,000,000,000: بعد هزيمة كايدو وبيغ مام مع يوستاس كيد وترافلجار لو والمشاركة في حرب أونيغاشيما.

أصبح لوفي أحد الأباطرة الأربعة في العالم الجديد بعد أحداث وانو.

## التحولات (المحركات)
المحركات  أو (Gears) هي تقنيات يستخدمها لوفي لزيادة قوته القتالية:
- المحرك الثاني: يسرّع ضخ الدم ليمنح جسده سرعة وقوة هائلتين، مع بخار يخرج من جسمه. يُضعف الجسد على المدى الطويل.
- المحرك الثالث: ينفخ العظام بالهواء للحصول على أطراف عملاقة. يُستخدم مع هاكي التسلح.
- المحرك الرابع:
  - '''Bound Man''': تضخيم العضلات وتغطيتها بالهاكي. استُخدم ضد دوفلامينغو.
  - '''Tank Man''': تضخيم البطن والجزء العلوي، استُخدم ضد كراكر.
  - '''Snake Man''': يُركز على السرعة والانسيابية، استُخدم ضد كاتاكوري.
  - المحرك الخامس: إيقاظ فاكهته، والتي تم الكشف لاحقًا أنها فاكهة زون أسطورية: "هيتو هيتو نو مي - نموذج: نيكا"، يمنح تحكماً هزليًا بالجسد والمحيط ويجسد الحرية المطلقة.

## الهاكي
لوفي يُجيد استخدام الأنواع الثلاثة من الهاكي:
- هاكي الملاحظة: ويمكنه عبره رؤية المستقبل.
- هاكي التسلح: طوره إلى مستوى متقدم يُعرف بـ الريو.
- الهاكي الملكي: نادر، ويستطيع من خلاله إخضاع الخصوم بإرادته فقط.

## العائلة والعلاقات
- الأب: مونكي دي دراغون، قائد الثوار.
- الجد: مونكي دي جارب، نائب أدميرال في البحرية.
- الإخوة بالتبني: بورتغاس دي إيس وسابو.
- إيس هو ابن غول دي روجر وتوفي في حرب المارينفورد.
- سابو تم إنقاذه من قِبل دراغون وأصبح مسؤول العمليات في الجيش الثوري.

تربى الإخوة الثلاثة لدى امرأة تدعى دادان، بناءً على طلب غارب.

## طاقمه
- رورونوا زورو

- نامي

- أوسوب

- سانجي

- تشوبر

- نيكو روبين

- فرانكي

- بروك

- جينبي

## وصلات خارجية
- مونكي دي لوفي على موقع ميوزك برينز (الإنجليزية)
- لوفي على موقع موسوعة ون بيس.